# Гептан
Гепта́н (от др.-греч. ἑπτά — семь) СН3(СН2)5СН3 — органическое соединение класса алканов. Гептан и его изомеры — бесцветные жидкости, хорошо растворимые в большинстве органических растворителей, нерастворимые в воде. Обладают всеми химическими свойствами алканов.

## Физические свойства
Бесцветная подвижная жидкость.

## Химические свойства
Аналогичны химическим свойствам других высших алканов.

## Получение
Может быть выделен из бензина прямой перегонки путём адсорбционного выделения на цеолитах из соответствующей фракции.

## Использование
Гептан имеет несколько изомеров; н-гептан применяют при определении детонационной стойкости карбюраторных топлив; его октановое число по определению равно 0.
Используется также в качестве праймера для предварительной обработки полиэтилена, полипропилена, силиконовой резины и других трудносклеиваемых пластиков типа PE, PP, ABS перед склеиванием этиленцианакрилатом.

## Изомеры и энантиомеры
Гептан имеет девять изомеров, или одиннадцать, если учитывать оптические изомеры.
| Название                                      | Формула                      | Структурная формула                   | Температура кипения | Октановое число |
| --------------------------------------------- | ---------------------------- | ------------------------------------- | ------------------- | --------------- |
| Гептан (н-гептан)                             | H3C–СН2-CH2–CH2–CH2–CH2–CH3  | Гептан (н-гептан) структурная формула | 98,43 °C            | 0               |
| 2-метилгексан                                 | H3C–CH(CH3)–CH2–CH2–CH2–CH3  | 2-метил-гексан структурная формула    | 90,05 °C            | 45              |
| 3-метилгексан                                 | H3C–CH2–C*H(CH3)–CH2–CH2–CH3 |                                       | 91,85 °C            | 65              |
| 2,2-диметилпентан                             | (H3C)3–C–CH2–CH2–CH3         | 2,2-диметилпентан                     | 79,20 °C            | 93              |
| 2,3-диметилпентан                             | (H3C)2–CH–C*H(CH3)–CH2–CH3   |                                       | 89,78 °C            | 89              |
| 2,4-диметилпентан                             | (H3C)2–CH–CH2–CH–(CH3)2      |                                       | 80,50 °C            | 82              |
| 3,3-диметилпентан                             | H3C–CH2–C(CH3)2–CH2–CH3      | 3,3-диметилпентан                     | 86,06 °C            | 84              |
| 3-этилпентан                                  | H3C–CH2–CH(CH2CH3)–CH2–CH3   | 3-этилпентан                          | 93,48 °C            | 68              |
| 2,2,3-триметилбутан (триптан, пентаметилэтан) | (H3C)3-C–CH(CH3)–CH3         | 2,2,3-триметилбутан                   | 80,88 °C            | 106             |

(C* обозначает хиральный центр, относительно которого различают «правые» и «левые» оптические изомеры.)

## Токсичность
н-Гептан ототоксичен (может ухудшать слух).
При среднесменной ПДКрз 300 мг/м3 и максимально разовой 900 мг/м3, порог восприятия запаха может достигать 3000 мг/м3. Соответственно, замена противогазных фильтров у СИЗОД по ощущению появления запаха в маске (как это советуют поставщики респираторов) приведёт к тому, что хотя бы часть работников будет менять фильтры запоздало. Необходимо использовать современные безопасные способы.